# Ovčie
Ovčie es un municipio del distrito de Prešov en la región de Prešov, Eslovaquia, con una población estimada a final del año 2024 de 679 habitantes.
Se encuentra ubicado en el centro-sur de la región, en el valle del río Torysa (cuenca hidrográfica del río Tisza) y cerca de la frontera con la región de Košice.

## Demografía
| Año        | 1994 | 2004    | 2014    | 2024    |
| ---------- | ---- | ------- | ------- | ------- |
| Población  | 632  | 678     | 670     | 679     |
| Diferencia |      | +7,27 % | −1,17 % | +1,34 % |

| Año        | 2023 | 2024    |
| ---------- | ---- | ------- |
| Población  | 676  | 679     |
| Diferencia |      | +0,44 % |